# Denges
Denges [dɑ̃ʒ] est une commune suisse du canton de Vaud, située dans le district de Morges.

## Toponymie
Denges  remonte sans doute à un ancien nom de personne germanique Dagino, complété du suffixe toponymique germanique -ingos. Ce nom de lieu signifierait donc « chez le clan de Dagino ». Parmi le plus anciennes mentions attestées de ce village, on trouve en 1164 un certain Thorenbertus de Denges, et en 1226 un Nicolaus de Deiges.

## Armoiries
Coupé d'argent et de gueules au pont de sable brochant. Denges faisait autrefois partie de la seigneurie de Lausanne et ses hommes marchaient sous la bannière du quartier du Pont. En 1890, l'abbaye des Fusiliers fait établir un sceau aux couleurs du chef-lieu vaudois, mais sans l'arche du pont. En 1893, la Société de jeunesse, voulant avoir son drapeau, reprend ces armoiries, mais  broche le pont. Ces armoiries sont devenues communales en 1924.

## Hydrographie
Denges est traversée par la Venoge qui marque la frontière avec Saint-Sulpice et Écublens.

## Population

### Gentilé et surnom
Les habitants de la commune se nomment les Dengereux (ou les Dangereux).
Ils sont surnommés les Crottés (lè z'Einpacotâ en patois vaudois), le village se transformant autrefois en bourbier lorsqu'il pleuvait.

## Histoire
L'Abbaye (association) des Fusiliers, fondée en février 1585, est l'une des plus anciennes du canton.
Les plans cadastraux de Denges (vers 1658), dessinés par le géomètre Pierre Rebeur, comptent parmi les plus anciens plans cadastraux de Suisse romande.
Entre 2019 et 2021, des fosses sépulcrales datant du IXe siècle av. J.-C. sont découvertes à la zone industrielle du Trési, sur une surface de 4 000 m2 destinée à la construction d’un dépôt de bus MBC ,.

## Patrimoine bâti
- Église, bâtie en 1971-1973 sur un terrain donné par Madeleine Moret[9].

## Transports
La gare de Denges-Échandens est desservie par le réseau express régional vaudois.

## Personnalités
- Madeleine Moret, première femme télégraphiste en Suisse, bourgeoise d'honneur en 1961.
- Valentin Villard, compositeur, séjourna au chemin Sur Villard de 1985 à 1997[11].

## Galerie

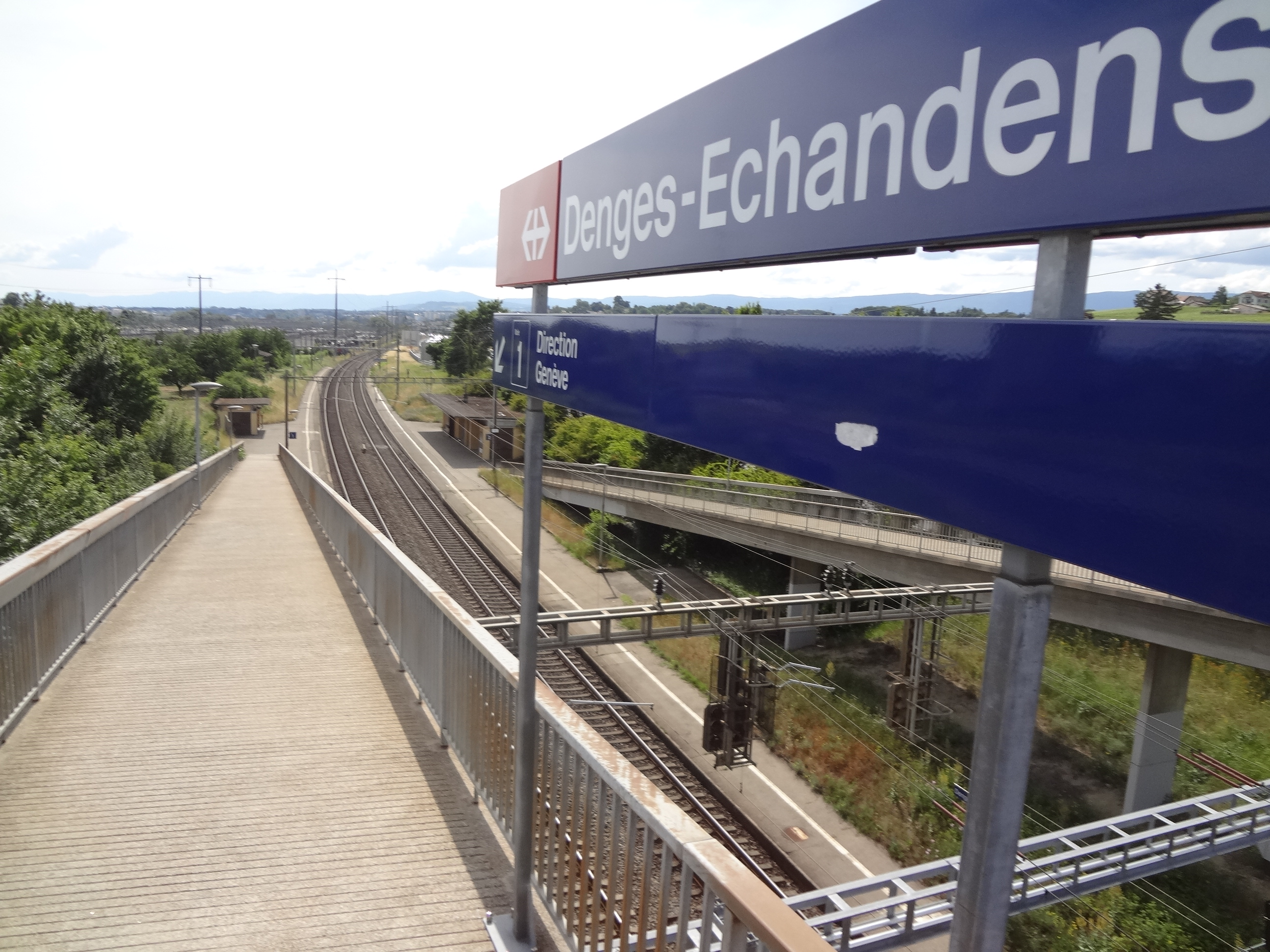
Gare de Denges-Échandens.
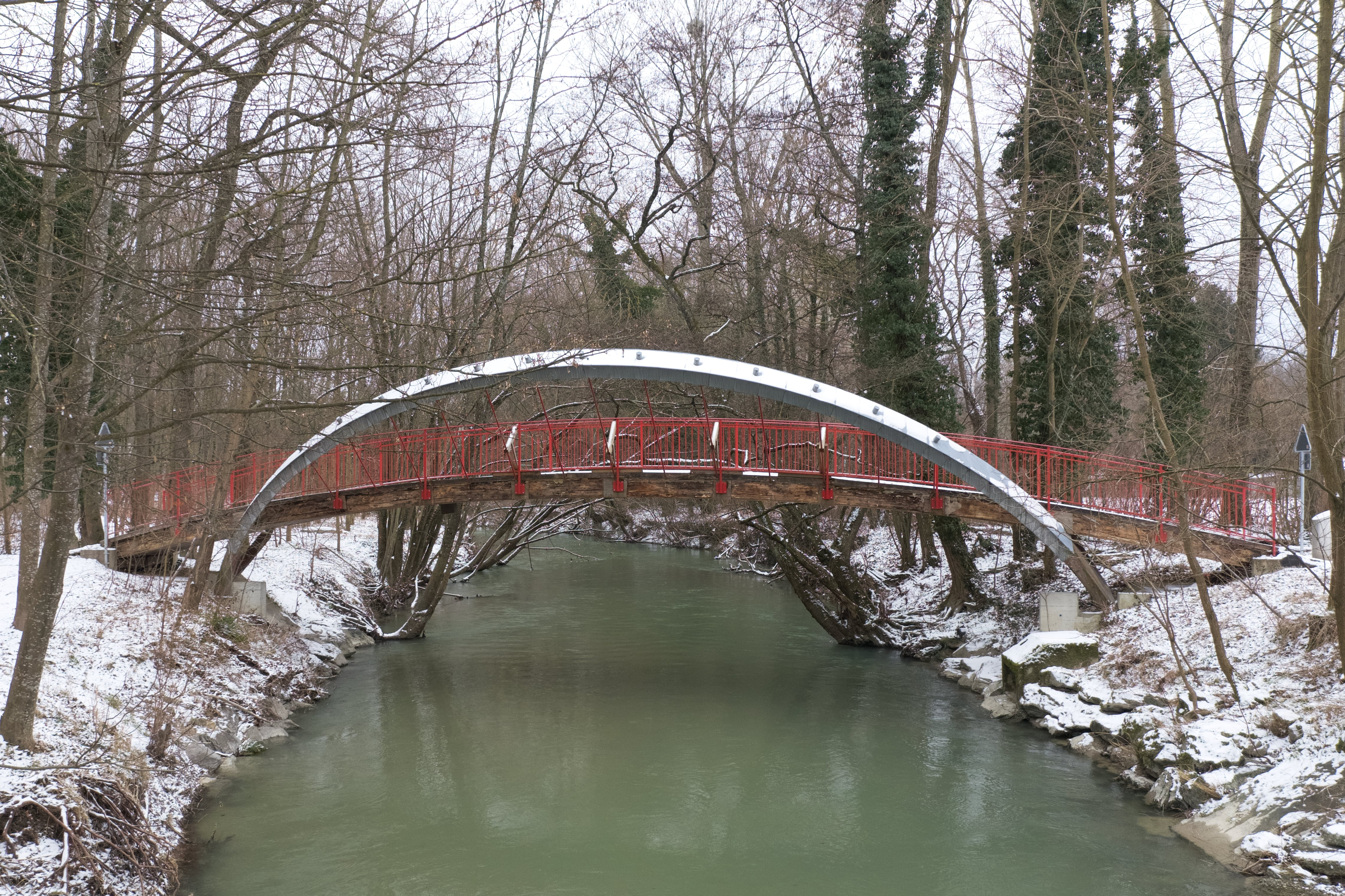
L'ancien Pont Rouge entre Denges et Ecublens, traversant la Venoge.
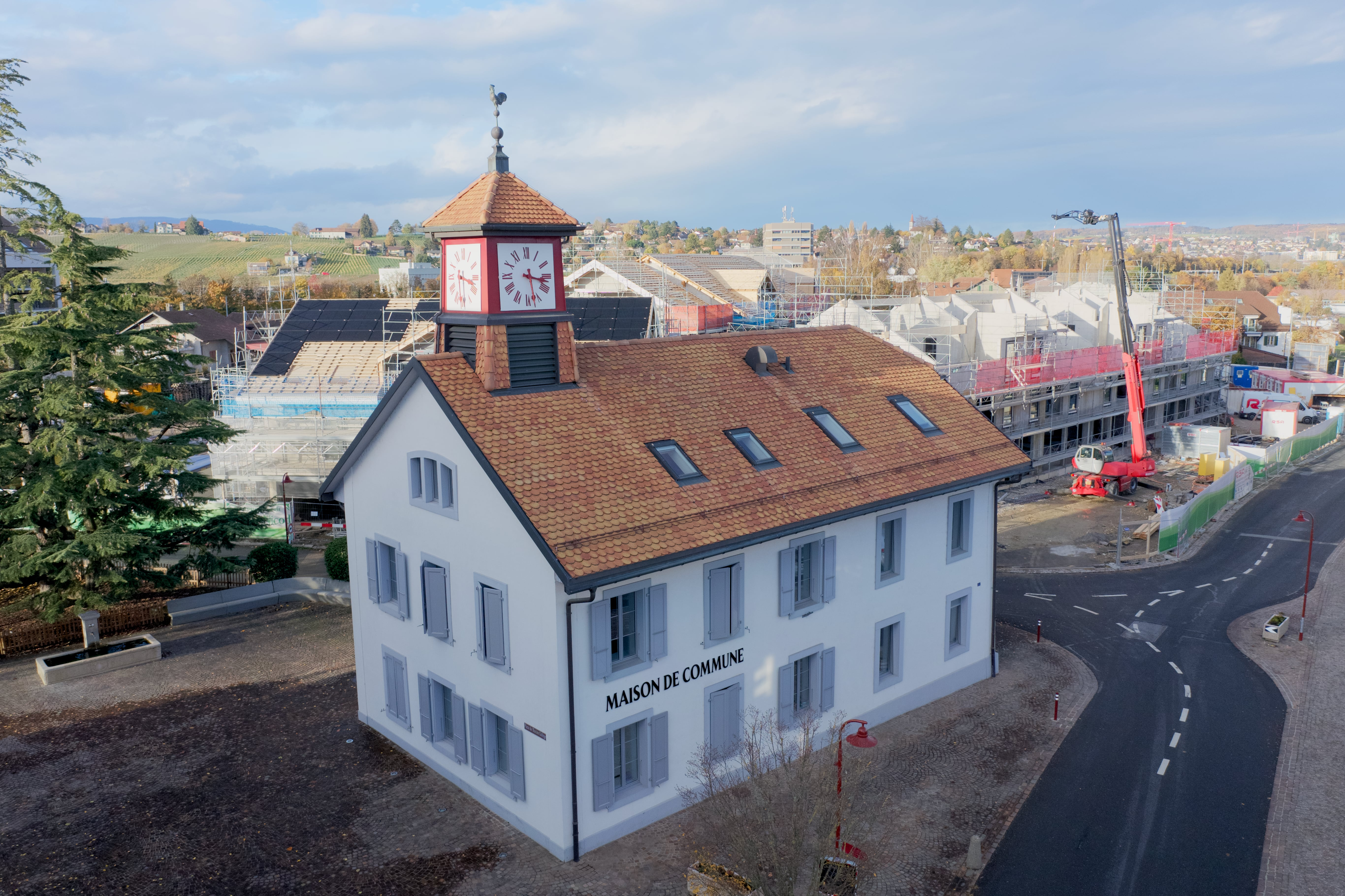
Maison de commune de Denges.
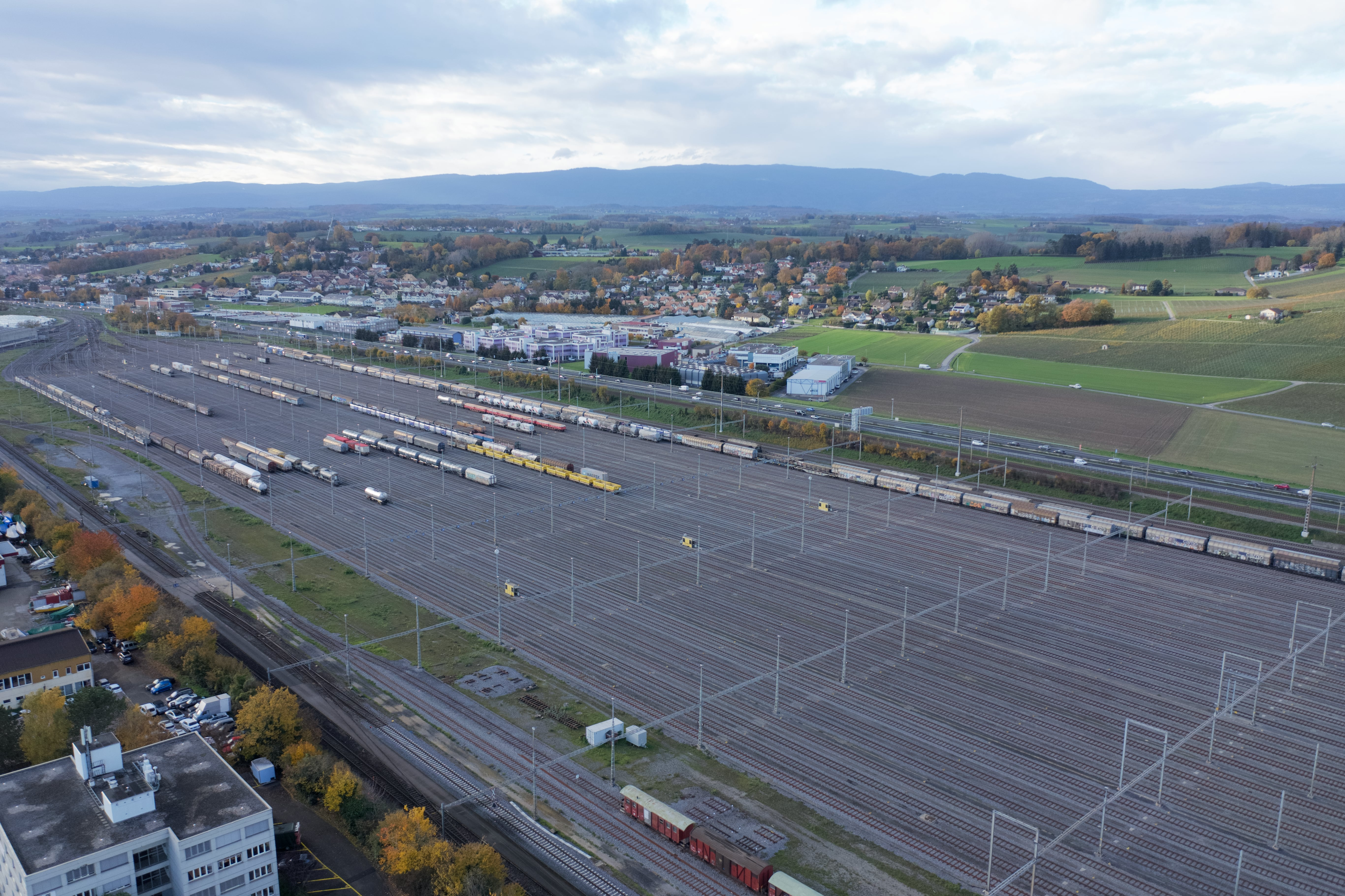
Gare de triage de Denges vue du ciel.